# Bactrocera caledoniensis
Bactrocera caledoniensis
 es una especie de díptero que Drew describió por primera vez en 1989. Bactrocera caledoniensis pertenece al género Bactrocera de la familia Tephritidae. Esta especie como plaga agrícola ha sido atacada por los agricultores en Nueva Caledonia.